# Dębów (Nowy Folwark)
Dębów – część wsi Nowy Folwark w Polsce, położona w województwie świętokrzyskim, w powiecie buskim, w gminie Busko-Zdrój.
W latach 1975–1998 Dębów administracyjnie należał do województwa kieleckiego.